# ملکش
مِلِکِش (به عبری: מלכאש) یک گروه بلک متال آشوری در اسرائیل است که خاستگاه‌اش شهر اورشلیم است. مِلِکِش آشمدی (خواننده و گیتاریست) «گروه مِلِکِش» را در سال ۱۹۹۳ و به‌عنوان یک پروژهٔ تکی آغاز کرد. در سال‌های بعد و با پیوستن Moloch (نوازندهٔ گیتار) و Lord Curse (نوازندهٔ درامز) گروه به ترکیب مناسبی رسید. آن‌ها اولین گروه بلک متال اورشلیمی هستند.
موسیقی آن‌ها گونه‌ای از بلک متال است که از فرهنگ خاورمیانه‌ای به‌ویژه بین‌النهرینی و سومری تاثیر گرفته‌است. ترکیبی از موسیقی و فرهنگ خاور میانه‌ای با هوی متال که آن را «متال بین‌النهرینی» (به انگلیسی: Mesopotamian metal) نام داده‌اند.
عبارت «مِلِکِش» از کنارهم قرارگرفتن دو واژهٔ آرامی و عبری (melech به معنی پادشاه) و (esh به معنی آتش) تشکیل شده‌است. ترکیب این دو واژه سابقهٔ تاریخی ندارد و ابداعی است که توسط اعضای گروه انجام شده‌است.

## آلبوم‌ها

### استودیویی
| نام آلبوم                          | سال انتشار |
| ---------------------------------- | ---------- |
| ۱. As Jerusalem Burns...Al´Intisar | ۱۹۹۶       |
| ۲. Djinn                           | ۲۰۰۱       |
| ۳. Sphynx                          | ۲۰۰۳       |
| ۴. Emissaries                      | ۲۰۰۸       |